# 道の駅ちちぶ
道の駅ちちぶ（みちのえき ちちぶ）は、埼玉県秩父市にある国道140号の道の駅である。

## 施設
- 駐車場
  - 普通車：81台
  - 大型車：12台
  - 身障者用：2台
- トイレ（いずれも24時間利用可能）
  - 男：大 5器、小 18器
  - 女：13器
  - 身障者用：2器
- 物産販売コーナー
- レストラン（11時 - 22時）

## 定休日
- 年中無休

## アクセス
- 国道140号
  - 国道299号
  - 埼玉県道11号熊谷小川秩父線
- 秩父鉄道
  - 秩父駅
  - 御花畑駅
- 西武鉄道
  - 西武秩父駅

## 周辺
- ウニクス秩父
- 秩父鉄道秩父駅
- 秩父市芸術文化会館
- 秩父三十四箇所十一番 南石山・常楽寺
- 秩父三十四箇所十五番 母巣山・少林寺
- 秩父神社
- 秩父警察署
- 秩父市役所